# Purkot Daha
Purkot Daha (en népalais : पुर्कोट दह) est un comité de développement villageois du Népal situé dans le district de Gulmi. Au recensement de 2011, il comptait 3 833 habitants.